# Monato
Monato je nezávislý mezinárodní esperantský časopis, zabývající se politikou, kulturou, vědou a všeobecně životem v dnešní době. Je tištěn v Belgii, čtenáře však má v 65 zemích světa. Je jedinečný tím, že do něj o místních událostech přispívají zásadně jen domorodí zpravodajové, kteří dobře znají situaci v dané lokalitě.
Časopis Monato založil roku 1979 Stefan Maul. První číslo se objevilo 15. ledna 1980, od té doby vychází přibližně jedno měsíčně.
Nyní Monato existuje v 5 verzích, nejpopulárnější je z nich papírová. Pro slepce jsou vydávány kazety s nahrávkami textů, neobsahují však všechny články. Od roku 2001 mohou předplatitelé získat texty také elektronickou poštou, v roce 2003 přibyla také verze v PDF. Všechny texty lze také najít na internetu: předplatitelé mají přístup ke všem, nepředplácející jen ke článkům z minulého roku.